# Église Sainte-Élisabeth de Freinville (Sevran)
L'église Sainte-Élisabeth de Freinville est un lieu de culte catholique romain à Sevran en Seine-Saint-Denis.

## Localisation
Cette église paroissiale est située allée Henri IV, à Sevran. 

## Historique
Elle est élevée par le père Laurençon en 1912 en pierre meulière, en même temps qu'une école et un presbytère. L'ensemble sera béni par Mgr Gibier, évêque de Versailles, le 25 août 1912.
Sa construction fait suite à l'installation de l'usine Westinghouse et à l'apparition du nouveau lotissement pour ouvriers de l'usine baptisé « Freinville » en rapport avec la production de la compagnie. Elle est dédiée à sainte Elisabeth de Hongrie. Elle n'a qu'une nef sans transept, avec une façade couronnée d'un beau clocher-mur. Ses verrières sont signalées: deux d'entre elles ont été réalisées par les ateliers de Charles Lorin à Chartres, sainte Élisabeth de Hongrie et le Mariage de la Vierge (baies 0 et 2), et figurent à l'inventaire général du patrimoine culturel

## Église paroissiale
Elle est le lieu de culte principal de la paroisse Sainte-Élisabeth de Freinville, dont dépend la chapelle de l'Hôpital René-Muret-Bigottini. Elle est rattachée au secteur pastoral d'Aulnay, dans le diocèse de Saint-Denis.
Le pèlerinage de Notre-Dame-des-Anges y fait une station.